# Martin Harwit
Martin Otto Harwit (* 9. březen 1931 Praha) je český a americký astronom, fyzik a raketový odborník.

## Životopis
Narodil se v Praze, ale jeho rodina před druhou světovou válkou emigrovala. Chvíli žila v Istanbulu, ale nakonec odešla do Spojených států. Střední školu Martin dokončoval již v Americe, roku 1947 (Bronx High School of Science). Vystudoval fyziku (bakalářský stupeň) na Oberlin College (1951), magisterskou úroveň dokončil na University of Michigan, doktorát (PhD) získal na Massachusetts Institute of Technology (1960).
Poté učil na Cambridge, kde ho velmi ovlivnil Fred Hoyle. Ten ho nasměroval ke kosmické technice. Roku 1962 byl Harwit jmenován profesorem na Cornellově univerzitě. Roku 1964 začal pracovat pro NASA, kde se věnoval zejména infračervené astronomii a spektroskopii. V NASA pracoval až do roku 1987, kdy byl jmenován ředitelem National Air and Space Museum ve Washingtonu.
V roce 1995 se stal předmětem veřejné debaty v USA, když byl obviněn z toho, že výstava k 50. výročí svržení atomových bomb na Nagasaki a Hirošimu ukazuje Japonce jako oběti a Američany jako viníky. Harwit nakonec pod tlakem médií a veřejného mínění na svůj post roku 1995 rezignoval. Poté mj. pracoval pro Evropskou kosmickou agenturu, jíž pomáhal vyvinout teleskop FIRST (Far-infrared Submillimeter Telescope).
V roce 2007 obdržel Medaili Catheriny Bruceové.